# The Lion Sleeps Tonight
Wimoweh - The Lion Sleeps Tonight, meglio conosciuta come The Lion Sleeps Tonight (Il leone si è addormentato, nella versione in italiano), è una canzone scritta e portata al successo negli anni quaranta da Solomon Linda e The Evening Birds e, successivamente, negli anni sessanta nella versione di Hank Medress con il suo gruppo The Tokens.

## Storia
Nel 1939 Solomon Linda, artista sudafricano di etnia zulu, scrisse la canzone Mbube (che nella lingua degli Zulu significa "leone"), ispirata allo stile "botta e risposta" di canti tradizionali africani, e ne fece una prima registrazione con il suo gruppo, The Evening Birds. Dalla Gallo Record Company, all'epoca avente l'unico studio di registrazione in Sudafrica, ottenne solo una tassa per l'incisione (10 shillings) e nessun diritto d'autore. Mbube iniziò a diventare un gran successo a partire dal Sudafrica e negli anni quaranta vendette centomila copie.
La canzone divenne così popolare che il nome "Mbube" venne preso in prestito per indicare uno stile di musica a cappella africana, sebbene da allora lo stile venne sostituito con quello "isicathamiya" (una versione più morbida del precedente).
Solomon Linda morì nel 1962, in grande povertà.

## Cover e successo internazionale
Nel 1952 il gruppo folk The Weavers di Pete Seeger, su invito della Folkways Records, incise la sua versione intitolata Wimoweh, che associava il coro della canzone originale che ripete uyimbube (che significa "tu sei un leone", ritrascritto a orecchio come wimoweh per approssimazione fonetica) con le linee melodiche originali che Solomon Linda aveva improvvisato vocalmente nell'incisione del 1939. La canzone venne accreditata sotto il nome di Solomon Linda e "Paul Campbell" (Campbell era lo pseudonimo dei quattro membri del gruppo).
In una registrazione Seeger stesso spiega che la canzone «si riferisce ad una vecchia leggenda degli Zulu, e riguarda il loro ultimo re, conosciuto come "Chaka il leone". La leggenda dice che Chaka non è morto quando gli Europei hanno assunto la direzione del paese, ma è semplicemente addormentato ed un giorno si risveglierà».
La loro successiva versione del 1952, arrangiata da Gordon Jenkins, si piazzò fra le prime venti in classifica negli USA; a questa seguì la registrazione del live del 1957. Di questa versione i The Kingston Trio incisero una cover nel 1959.
Su queste versioni della canzone si possono trovare scrittura e arrangiamento di George Weiss, Luigi Creatore e Hugo Peretti.
La cover del 1961 di Hank Medress e la sua band The Tokens alla sua prima uscita negli Stati Uniti salì immediatamente in testa alle classifiche delle vendite e vi rimase per parecchi mesi. Ben presto ebbe un gran successo anche nel resto del mondo.
Da allora Wimoweh/The Lion Sleeps Tonight è diventata popolare, travalicando frontiere e generazioni, ed a tutt'oggi viene trasmessa ed ascoltata.
Vari cantanti e musicisti, dopo i The Tokens, hanno dato alla canzone una loro particolare interpretazione: fra questi si citano il Karl Denver Trio nel 1963 e Robert John nel 1972.
Nel 1971 Mia Martini nell'album Oltre la collina inserisce una cover di The Lion Sleeps Tonight.

## Controversie
Nel luglio 2004 la canzone è stata oggetto di un contenzioso tra la famiglia di Solomon Linda, l'autore, e la Disney Company, accusata di aver guadagnato circa 1,6 milioni di dollari per l'uso della canzone nel suo film del 1994 Il re leone. L'adattamento usato nel film fu considerato una versione a sé stante della canzone, pertanto la Disney vinse la causa.

## Lista selezionata delle versioni registrate

### Mbube
- 1939 Mbube – Solomon Linda e The Evening Birds (versione originale e hit nel Sudafrica)
- 1960 Mbube – Miriam Makeba, Miriam Makeba
- 1988 Mbube – Ladysmith Black Mambazo, Coming to America colonna sonora (era una esclusiva solo del film, VHS o DVD, e non era una parte dell colonna sonora attuale, vinile, CD o altro)
- 1993 Mbube – Mahotella Queens, Women of the World
- 1999 Mbube – Ladysmith Black Mambazo, In Harmony
- 2006 Mbube – Mahotella Queens, Reign & Shine
- 2006 Mbube – Ladysmith Black Mambazo, Long Walk to Freedom

### Wimoweh
- 1952 Wimoweh – The Weavers US #6
- 1952 Wimoweh – Jimmy Dorsey
- 1952 Wimoweh – Yma Sumac
- 1957 Wimoweh – The Weavers album live Carnegie Hall
- 1959 Wimoweh – The Kingston Trio
- 1961 Wimoweh – Karl Denver Trio UK #4 (1962 release)
- 1964 Wimoweh – Chet Atkins su My Favorite Guitars
- 1993 Wimoweh – Nanci Griffith con Odetta, su Other Voices, Other Rooms
- 1999 Wimoweh – Desmond Dekker, su Halfway To Paradise

### The Lion Sleeps Tonight
- 1961 The Tokens US #1, UK #11
- 1962 Henri Salvador (in versione francese "Le lion est mort ce soir") French #1
- 1971 Mia Martini in Oltre la collina
- 1972 Robert John US #3
- 1972 Dave Newman UK #34
- 1974 Ras Michael and the Sons of Negus (come "Rise Jah Jah Children")
- 1975 Brian Eno
- 1975 Bamse (Flemming Jørgensen) (in versione danese "Vimmersvej")
- 1977 Schola Cantorum in Agualimpia/The Lion Sleeps Tonight (45 giri – RCA Italiana)
- 1980 Passengers
- 1982 Tight Fit UK #1
- 1982 The Nylons
- 1989 Sandra Bernhard
- 1992 They Might Be Giants con Laura Cantrell come "The Guitar (The Lion Sleeps Tonight)"
- 1993 Pow Wow francese #1 (Cover di "Le lion est mort ce soir)
- 1993 R.E.M. (lato B traccia del singolo versione "The Sidewinder Sleeps Tonite", che in sé fa riferimento a "The Lion Sleeps Tonight")
- 1994 Film (e versione del 1997 per Broadway) di Il re leone
- 1997 Laurie Berkner su "Whaddaya Think of That?"
- 1997 *NSYNC
- 2000 Helmut Lotti e Golden Symphonic Orchestra in "Out of Africa"
- 2001 Il gruppo delle Antille Baha Men che ha provato la canzone nel proprio disco "You All Dat".
- 2004 Daniel Küblböck[6]
- 2006 VeggieTales
- 2019 Lebo M